# John J. Loud
John J. Loud  (Weymouth, 2 de novembro de 1844 - 10 de agosto de 1916) foi um inventor americano conhecido por ser o primeiro a apresentar uma patente para a caneta esferográfica (válida somente nos EUA, assim como o Avião dos Irmãos Wright) em outubro de 1888.